# Belcastel (hrad)
Château de Belcastel je středověký hrad ve vesnici Belcastel, na severním břehu řeky Aveyron, ve francouzském departementu Aveyron. Nejstarší část stavby pochází z 9. století. Mnoho let byl sídlem rodu Saunhac.
Belcastel se stal historickou památkou roku 1928. Francouzský architekt Fernand Pouillon řídil v 70. letech 20. století rekonstrukci hradní zříceniny, opuštěné v 17. století. Na stavbě pracovalo dvanáct alžírských zedníků a deset vitrážistů.
Pouillon se také účastnil rekonstrukce vesnice, která získala titul "Un des plus beaux villages de France" ("Jedna z nejkrásnějších vesnic Francie").
V současnosti je hrad vlastněn americkým párem, a je otevřen veřejnosti od dubna do listopadu. Hostí také stálé i přechodné umělecké výstavy.
Château de Belcastel je jedním z 23 hradů v Aveyronu, které tvoří tzv. La Route des Seigneurs du Rouergue.